# Zia Indijanci
Zia (Sia).- /od domorodačkog tseja ili tsia =sunce/ Pleme iz grupe Istočnih Keresa, porodica Keresan, nastanjeno na sjevernoj obali rijeke Jemez, oko 25 kilometara (16 milja) sjeverozapadno od Bernalilla u Novom Meksiku. Zia Indijanci zajedno s plemenima San Felipe, Santa Ana, Cochiti i Santo Domingo (sve Istočni Keresi) i Laguna i Acoma (Zapadni Keresi) čine porodicu Keresan, unutar koje nalazimo dva jezika, istočni i zapadni keres. Pueblo i rezervat Zia smješteni su u vrletnim planinskim obroncima i kanjonima planina Sierra Nacimiento. 
Kultura Zia je tipa pueblo, slična ostalim pueblo-društvima u Novom Meksiku. Ime Zia označava Sunce, i njihov je stari plemenski simbol, koji se danas nalazi na državnoj zastavi Novog Meksika.
Na sjevernoj obali Jemeza Zie žive najmanje od 1300. godine. U vremenima prvih španjolskih istraživača zauzimali su središnje mjesto među selima Keresa. za vrijeme rekonkviste pretrpjeli su nekoliko teških poraza od Španjolaca, nakon čega više nikada nisu uspjeli vratiti nekadašnju snagu. Zie pogađa i veliki problem nedostatka zemljišta za obradu, kao i nedostatak vode za irigaciju svojih polja. Pošto su poznati po lončarstvu, Zie često puta u kriznim vremenima trguju svojim proizvodom zbog nedostatka hrane, kako bi si obezbjedili opstanak. Godišnje održavaju fiestu Green Corn Dance, svakog petnaestog dana mjeseca kolovoza.

## Vanjske poveznice
- Where did you get the name Zia? (sa slikama)  Arhivirana inačica izvorne stranice od 1. travnja 2007. (Wayback Machine)
- Zia Pueblo Sun symbol  Arhivirana inačica izvorne stranice od 3. travnja 2007. (Wayback Machine)
- Zia Pueblo  Arhivirana inačica izvorne stranice od 20. travnja 2007. (Wayback Machine)